# Beoci
Beoci (Servisch cyrillisch: Беоци) is een plaats in de Servische gemeente  Raška. De plaats telt 462 inwoners (2002).